# Hüseyin Cahit Yalçın
Hüseyin Cahit Yalçın (Balıkesir, 7 dicembre 1874 – Istanbul, 18 ottobre 1957) è stato un giornalista, scrittore, politico e saggista turco.

## Biografia
Hüseyin Cahit nacque nel 1874 a Balıkesir. Iniziò la sua carriera letteraria scrivendo storie, romanzi e poesie in prosa. In seguito scrisse come giornalista, critico e traduttore. Scrisse anche poesie satiriche sotto lo pseudonimo di Hemrah. È una delle figure più importanti dell'Edebiyat-ı Cedide ("Nuovo movimento Letterario"). Dopo la Seconda Era Costituzionale iniziata nel 1908, aiutò Tevfik Fikret e Hüseyin Kazim a pubblicare il giornale Tanin, dopo che questo aveva iniziato a occuparsi di argomenti politici. Dal 1918 al 1922 visse bandito a Malta. Nel 1922 tornò e pubblicò di nuovo Tanin. Nel 1925 fu nuovamente bandito a Çorum. Morì nel 1957.